# Клиника (телесериал)
«Кли́ника» (англ. Scrubs) — американский комедийно-драматический телевизионный сериал, посвящённый работе и жизни молодых врачей. Сериал был создан Биллом Лоуренсом. Несмотря на принадлежность сериала к жанру комедии, наряду со смешными в нём присутствуют и серьёзные, драматические моменты и сцены.
Премьера сериала состоялась 2 октября 2001 года на канале NBC. Восьмой и девятый сезоны транслировались телеканалом ABC.
Премьера последнего, девятого, сезона сериала состоялась 1 декабря 2009 года. В девятом сезоне изменились место действия сериала и ряд главных героев. Сезон состоял из 13 серий, его показ завершился 17 марта 2010 года.
14 мая 2010 года компания ABC сообщила, что сериал больше сниматься не будет.
Таким образом, сериал содержит 182 эпизода (9 сезонов), каждый из которых длится примерно 22 минуты.
В России сериал транслировался каналом «MTV Россия». С 12 сентября 2007 года MTV вновь начало трансляцию «Клиники». Первые сезоны также были показаны по каналу «Домашний».
10 июля 2025 года компания ABC объявила о заказе 10 сезона сериала, который выйдет в телесезоне 2025-2026. К своим ролям вернутся Зак Брафф, Дональд Фэйсон и Сара Чок. Создатель сериала Билл Лоуренс выступит исполнительным продюсером.

## Описание
Сериал посвящён жизни и карьере молодых врачей Джона Дориана (Джей Ди) и его друга Кристофера Тёрка, которые в начале сериала только что окончили учёбу и пришли на работу в клинику «Sacred Heart» (рус. «Святое сердце»). В больнице они находят новых друзей и новые трудности как профессионального, так и личного плана, которые им необходимо преодолеть. Кроме того, в сериале достаточно большое место уделяется трём любовным линиям: Криса Тёрка и Карлы Эспиносы, Перри Кокса и Джордан Салливан, а также так или иначе проявляющимся отношениям Джей Ди и Эллиот Рид.
Все главные герои сериала (за исключением Уборщика) имеют прямое отношение к медицине.
Действие девятого сезона разворачивается в Уинстонском медицинском университете, где преподают Кристофер Тёрк и Перри Кокс.
Повествование (за исключением некоторых серий) ведётся от имени Джона Дориана, который описывает сложившуюся в эпизоде ситуацию и делает различные выводы, а в конце серии подводит её итог. В 9-м сезоне внимание с Дориана постепенно переключается на нескольких студентов-медиков, а повествование ведётся от лица студентки Люси Беннет. Сам Джон Дориан присутствует только в шести сериях девятого сезона.

## Герои и актёры

### Главные герои

Главные герои сериала 1-8 сезонов («оригинальный состав», слева направо): Кокс, Уборщик, Эллиот, Джей Ди, Тёрк, Келсо, Карла.

Главные герои 9 сезона сериала (слева направо, сверху вниз): Дениз, Кокс, Тёрк, Дрю, Джей Ди, Коул, Люси.

- Доктор Джон Майкл Дориан (англ. Dr. John Dorian, или просто «Джей Ди» (JD), актёр — Зак Брафф) — молодой врач, к началу сериала только что окончивший медицинский колледж и пришедший в клинику «Sacred Heart» как стажёр. Склонный к фантазированию, открытый для мира, приятный молодой человек. Несмотря на свой статус врача, Джей Ди часто ведёт себя как ребёнок. По ходу развития сюжета становится ординатором, заместителем старшего ординатора, старшим ординатором, штатным врачом, старшим лечащим врачом. В 1-8 сезонах сериала от его лица ведётся повествование. В 9 сезоне — преподаватель медицинского колледжа — главного места событий сезона.
- Доктор Кристофер Дункан Тёрк (англ. Dr. Christopher Duncan Turk, актёр Дональд Фэйсон) — хирург (в конце восьмого сезона — старший хирург), лучший друг Джона Дориана, с которым они вместе учились в медицинской школе, жили в одной комнате во время учёбы в колледже и попали на работу в одну и ту же клинику. Несколько самовлюблённый и трусоватый, но преданный и верный человек.
- Доктор Эллиот Рид (англ. Elliot Reid, актриса Сара Чок) — ещё один молодой врач. Красивая девушка с огромным количеством неврозов. Она знакомится с Тёрком и Джей Ди в их первый рабочий день. Очень скоро они становятся друзьями. Кроме того, у Эллиот и Джей Ди вскоре после начала сериала возникают романтические отношения, которые так или иначе напоминают о себе на протяжении всего сериала, составляя одну из его «любовных линий». В 9 сезоне они женаты и ждут ребёнка.
- Карла Эспиноса (англ. Carla Espinosa, актриса Джуди Рейес; сезоны 1 — 8) — старшая медицинская сестра клиники, имеющая большой опыт работы. Любит сплетничать и давать советы окружающим. Она помогает Джей Ди, Тёрку и Эллиот освоиться на новом месте, и вскоре они становятся друзьями. В конце третьего сезона Карла и Тёрк женятся, а позже у них рождается ребёнок. На их примере в сериале раскрываются трудности типичной молодой пары, а позже — семьи.
- Доктор Персиваль Улисс Кокс (англ. Dr. Percival Ulysses[4] Cox, «Пэрри», актёр Джон МакГинли) — самый опытный врач в клинике, позже — глава ординатуры, а после ухода Келсо — главный врач. До нарциссизма самовлюблённый, язвительный и колкий человек. У него было очень тяжёлое детство, в третьей серии восьмого сезона в беседе со стажёром Кэйти Карла сказала: «У доктора Кокса физически жестокие мёртвые родители, может, он их убил, никто не знает». Несмотря на сложный характер, из-за которого его недолюбливает вся клиника, Кокс периодически помогает Джей Ди, Тёрку и Эллиот выходить из сложных ситуаций. Джон Дориан считает его своим наставником, а себя — его протеже. Доктор Кокс болеет за «Детроит Ред Уингс» и ненавидит Хью Джекмана.
- Доктор Роберт Келсо (англ. Dr. Robert "Bob" Kelso, «Боб», актёр Кен Дженкинс) — главный врач клиники, постоянно конфликтующий с Коксом. Мало популярен среди сотрудников из-за своего отношения к ним, однако за пределами клиники добрый. Очень опытный врач, ветеран Вьетнама. В 8 сезоне — постоянный посетитель расположенного в клинике кафе. В 9 сезоне — один из преподавателей медицинского колледжа.
- Уборщик (актёр Нил Флинн; сезоны 1 — 8, гостевая роль в 9 сезоне) — единственный главный герой, не имеющий отношения к медицине, но тем не менее периодически влияющий на развитие сюжета. Имеет проблемы с психикой и алкоголем. Всячески издевается над остальными героями: сначала только над Джей Ди, позже начал издеваться и над прочими, но над Дорианом всё равно чаще всего. Тем не менее время от времени он нормально общается с другими персонажами и даже помогает им. Побаивается Карлу, был влюблён в Эллиот. В восьмом сезоне женится. Никто не знает настоящего имени Уборщика, ведь он, имея доступ к личным делам всех работников клиники, исправил своё имя на «Пират Одноглазый Джо», сам же он даёт противоречивую информацию по поводу своего имени и прошлого. Уборщик называет своё имя (Глен Мэттьюс) Джону Дориану в последней серии восьмого сезона, однако через несколько секунд он откликается на другое имя (Томми). Однако в бонусах к сериалу на DVD сказано, что Глен Мэттьюс — реальное имя Уборщика.[5]
- Дениз Махоуни (англ. Denise Mahoney, актриса Элиза Куп; сезоны 8 — 9) — в 8 сезоне интерн в клинике. С 9 сезона один из преподавателей медицинской школы Уистонского университета. Брутальная и циничная девушка.
- Люси Беннет (англ. Lucy Bennett, актриса Керри Бише; 9 сезон) — студентка медицинского университета. В 9 сезоне от её лица ведётся повествование.
- Дрю Саффин (англ. Drew Suffin, актёр Майкл Мосли; 9 сезон) — студент медицинского университета, с которым встречается Дениз. Самый взрослый студент в университете. В прошлом уже пытался учиться на врача, но не окончил университет.
- Коул Аронсон (англ. Cole Aaronson, актёр Дэйв Франко; 9 сезон) — студент медицинского университета, чьи родители выделяют средства на строительство здания.

### Актёры второго плана
- Роберт Масчио — доктор Тодд Куинлен (англ. Dr. Todd Quinlan) — хирург-интерн (а позже и штатный хирург) того же года, что и Тёрк. Помешан на теме секса. Коронная фраза — «Дай пять!». Несмотря на шутовское поведение, талантливый и опытный хирург. Является постоянным членом «Мозгового Треста», созданного Уборщиком (1—9 сезоны, 126 эпизодов);
- Сэм Ллойд — Теодор (Тед) Бакленд (англ. Theodore "Ted" Buckland) — юрист клиники. Безвольный неудачник, «мальчик для битья» Боба Келсо, лидер группы «The Worthless Peons», созданной из сотрудников разных отделов клиники. Несмотря на, казалось бы, безоговорочное подчинение Келсо, Тед старается помогать сотрудникам клиники втайне от босса. Является постоянным членом «Мозгового Треста», созданного Уборщиком (1—9 сезоны, 93 эпизода);
- Алома Райт — Лаверн Робертс/сестра Ширли (англ. Laverne Roberts) — самая опытная медсестра в клинике и одна из лучших подруг Карлы. Большая сплетница и всегда говорит что думает. Поёт в церковном хоре. Очень религиозна и порой указывает грешным, по её мнению, людям на ошибки. В шестом сезоне попадает в автокатастрофу и умирает, но вскоре на её место приходит сестра Ширли, похожая на Лаверн как две капли воды, хотя это и отметил только Джей Ди. Возможно, имя новой медсестре досталось в честь героини телесериала «Лаверна и Ширли» (1—6, 8 сезоны в роли Лаверн, 6—8 сезоны в роли Ширли; 92 эпизода);
- Криста Миллер — Джордан Салливан (англ. Jordan Sullivan) — бывшая жена доктора Кокса, потомственный член совета директоров. Имеет крутой нрав и может быть очень жестока к людям (особенно к незнакомцам), но чаще просто относится к окружающим с безразличием. Позже она назначается постоянным сотрудником администрации клиники и со временем становится мягче и дружелюбнее (1—9 сезоны, 88 эпизодов);
- Джонни Кастл — доктор Даг Мёрфи (англ. Dr. Doug Murphy) — патологоанатом. Очень неуверенный в себе человек. Начинал как врач общей практики, но совершал очень много врачебных ошибок. Позже Эллиот открыла в нём блестящий дар патологоанатома, после чего он был переведён в патологоанатомическое отделение. Является непостоянным членом «Мозгового Треста», созданного Уборщиком (1—8 сезоны, 49 эпизодов);
- Трэвис Шульдт — доктор Кит Дудмайстер (англ. Dr. Keith Dudemeister) — интерн-терапевт, бывший жених Эллиот (5—8 сезоны, 39 эпизодов);
- Чарльз Чунь — доктор Филлип Вэн (англ. Dr. Phillip Wen) — завотделением хирургии. Женат. Прямолинеен, собран, любит быть первым. Самый опытный хирург в клинике (1—8 сезоны, 21 эпизод);
- Фрэнк Энкарнакао — доктор Уолтер Микхед (англ. Dr. Walter Mickhead) — одновременно практикующий хирург и терапевт, осуждённый за убийство жены (3, 4, 5, 6, 8 сезоны, 21 эпизод);
- Майк Шварц — Ллойд Слоски (англ.  Lloyd Slawsky) — курьер, позже водитель скорой помощи в клинике. Является непостоянным членом «Мозгового Треста», созданного Уборщиком. Наркоман. Обожает спид-метал (1—8 сезоны, 18 эпизодов);
- Элизабет Бэнкс — доктор Ким Бриггс (англ. Dr. Kim Briggs) — уролог, мать ребёнка Джей Ди (5—8 сезон, 15 эпизодов);
- Майкл Хоберт — Лони (англ. Lonnie) — сотрудник клиники, находится в подчинении Джей Ди и Эллиот, является «мальчиком для битья» для Кокса. Играет в баскетбол лучше всех в клинике, что злит Тёрка (3—8 сезоны, 14 эпизодов);
- Скотт Фоли — Шон Келли (англ. Sean Kelly) — тренер в океанариуме, возлюбленный Эллиот, а позже — Ким Бриггс (1, 3, 8 сезоны, 12 эпизодов);
- Тара Рид — Дэнни Салливан (англ. Danni Sullivan) — сестра Джордан, бывшая девушка Джей Ди (3—4 сезоны, 11 эпизодов);
- Хизер Грэм — доктор Молли Клок (англ. Dr. Molly Clock) — психиатр (4 сезон, 9 эпизодов);
- Джефф Стивенсон — доктор Сеймур Бёрдфасе (англ. Dr. Seymour Beardfacé) — хирург, долгое время держал рекорд по самой быстрой аппендэктомии, который был побит Тёрком. Сердится, когда неправильно произносят его фамилию (4, 6, 7, 8 сезоны, 9 эпизодов);
- Боб Бенкомо — доктор Колман Слоски (англ. Dr. Coleman Slawski) — врач в клинике и отец Ллойда. Прозван «Полковником Доктором» из-за своего сходства с полковником Сандерсом, c логотипа фирмы KFC (1, 2, 5, 6, 7, 8 сезоны, 8 эпизодов);
- Джо Роуз — Трой (англ.  Troy) — работник кафетерия клиники, подобно Уборщику, недолюбливает Джей Ди и старается всячески усложнить тому жизнь. Является постоянным членом «Мозгового Треста» и акапелла-группы Hibbleton, созданных Уборщиком (2, 3, 4, 5, 8 сезоны, 8 эпизодов);
- Мартин Клебба — Рэндалл Уинстон (англ.  Randall Winston) — уборщик клиники, позже глава профсоюза уборщиков. Является постоянным членом «Мозгового Треста» и акапелла-группы Hibbleton, созданных Уборщиком (3, 4, 8 сезоны, 8 эпизодов);
- Боб Кленденин — доктор Пол Зельцер (англ. Dr. Paul Zeltzer) — врач-онколог, известный своими сексуальными извращениями (1, 2, 4, 5, 8 сезоны, 6 эпизодов);
- Филл Льюис — доктор Хуч (англ. Dr. Hooch) — хирург-ортопед, известный своей эмоциональной нестабильностью и жестокостью. Был уволен после инцидента с захватом заложников (4, 7, 8 сезоны, 5 эпизодов);
- Мэтт Уинстон — доктор Джеффри Стедмэн (англ. Dr. Jeffrey Steadman) — ординатор, правая рука Келсо. Гей (1, 3, 8 сезоны, 5 эпизодов);
- Лела Ли — доктор Бонни Ченг (англ. Dr. Bonnie Chang) — хирург-интерн, того же года, что и Тёрк. Единственная девушка-хирург (1, 2 сезоны, 3 эпизода).

### Приглашённые звёзды
В эпизодах в сериале появляются известные люди и актёры. Билл Лоуренс также является создателем сериала «Спин-Сити», как и продюсер Рандалл Уинстон, поэтому в сериале «Клиника» появляются актёры из этого сериала: Майкл Джей Фокс, Барри Боствик, Ричард Кайнд и Александр Чаплин.
Известны также другие:
- Трэвис Уэстер (американский актёр) в роли Дэвида Моррисона, пациента с лимфомой (сезон 1, эпизод 4);
- Мэттью Перри (американский актёр) дебютировал как режиссёр, поставив одиннадцатый эпизод четвёртого сезона сериала «Клиника», также он исполнил гостевую роль в этом же эпизоде;
- Кэтрин Джустен (американская актриса) в роли миссис Таннер, пожилой пациентки (сезоны 1, 4, 8, три эпизода);
- Луи Андерсон (американский комедиант и телеведущий) в роли самого себя (сезон 1, эпизод 5);
- Джимми Уокер (американский актёр и стенд-ап комик) в роли самого себя (сезон 1, эпизоды 6, 12);
- Шон Хейс (американский актёр и продюсер) в роли доктора Ника Мёрдока, интерна-терапевта (сезон 1, эпизод 7);
- Пол Коллинз (английский актёр) в роли доктора Бенсона, наставника Кокса (сезон 1, эпизод 9);
- Майкл Макдональд (американский комик и актёр) в роли Майка Дэвиса, регулярного пациента клиники/мистера Кроппера, разгневанного мужа (сезоны 1, 2, 7, 8, четыре эпизода);
- Николь Салливан (американская актриса, комик, актёр озвучивания) в роли Джилл Трейси, пациентки-невротички (сезоны 1, 3, 5, 6, 8, шесть эпизодов);
- Элизабет Богуш (американская актриса) в роли Алекс Хенсон, сотрудницы клиники и девушки Джей Ди (сезоны 1, 8, четыре эпизода);
- Кэррот Топ (американский актёр и стенд-ап комик) в роли самого себя (сезон 1, эпизод 13);
- Маси Ока (американский и японский актёр, сценарист) в роли Франклина, лаборанта клиники (сезоны 1, 2, 4, пять эпизодов);
- Ди Джей Куоллс (американский актёр и продюсер) в роли Джоша, одного из интернов (сезон 1, эпизод 17);
- Келли Уильямс (американская актриса) в роли Кристен Мёрфи, интерна-хирурга (сезон 1, эпизод 17);
- Джек Ширер (американский актёр) в роли мистера Саймона, пациента (сезоны 1, 4, два эпизода);
- Джон Риттер (американский киноактёр) в роли Сэма Дориана, отца Джона Дориана (сезоны 1, 2, два эпизода);
- Лейн Дэвис (американский киноактёр и режиссёр) в роли Саймона Рида, отца Эллиот Рид (сезоны 1, 2, два эпизода);
- Ли Эрми (американский киноактёр) в роли отца Уборщика (сезон 1, эпизод 19);
- Марки Пост (американская телевизионная актриса) в роли Лили Рид, мамы Эллиот Рид (сезоны 1, 3, 5, три эпизода);
- Хэтти Уинстон (американская телевизионная актриса) в роли Маргарет Тёрк, мамы Криса Тёрка (сезоны 1, 3, два эпизода);
- Фред Столлер (американский актёр, сценарист и комик) в роли мистера Хоффнера, пациента (сезоны 1, 4, два эпизода);
- Эд Бегли-младший (американский актёр и защитник окружающей среды) в роли доктора Бейли (сезон 1, эпизод 21);
- Уильям Дэниелс (американский актёр и бывший президент Гильдии актёров США) в роли доктора Дагласа (сезон 1, эпизод 21);
- Стивен Фёрст (американский актёр, режиссёр, продюсер, сценарист) в роли доктора Франклина (сезон 1, эпизод 21);
- Эрик Ланёвилль (американский актёр и телережиссёр) в роли доктора Ламара (сезон 1, эпизод 21);
- Брендан Фрэйзер (канадский актёр) в роли Бена Салливана, брата Джордан и лучшего друга Кокса (сезоны 1, 3, три эпизода);
- Колин Хэй (австралийский музыкант) в роли трубадура (сезоны 2, 7, 8, три эпизода);
- Мари Читэм (американская телевизионная актриса) в роли миссис Уорнер, пациентки (сезон 2, эпизод 3);
- Тед Ланге (американский актёр, режиссёр, сценарист) в роли мистера Блэра, пациента (сезон 2, эпизод 5);
- Том Кавана (канадский актёр) в роли Дэна Дориана, брата Джона Дориана (сезон 2, 3, 4, 5, 7, 8, семь эпизодов);
- Хизер Локлир (американская актриса и продюсер) в роли Джули Китон, медпредставителя компании Plomax (сезон 2, эпизоды 7, 8);
- Дэвид Коперфильд (американский иллюзионист) в роли самого себя (сезон 2, эпизод 9);
- Алан Рак (американский актёр) в роли мистера Брегина, пациента (сезон 2, эпизод 9);
- Бифф Йигер (американский актёр) в роли доктора Уолша, патологоанатома (сезон 2, 4, два эпизода);
- Сара Ланкастер (американская актриса) в роли Лизы, работницы сувенирного киоска (сезон 2, 5, три эпизода);
- Кевин Куни (американский актёр) в роли мистера Вудбери, пациента (сезон 2, эпизод 11);
- Ричард Кайнд (американский актёр) в роли ипохондрика мистера Кормана (сезон 2, 3, 4, четыре эпизода);
- Джилл Трейси (американская актриса и композитор) в роли Элейн, пациентки (сезон 2, 4, 8, три эпизода);
- Дик Ван Дайк (американский теле-, кино- и театральный актёр) в роли доктора Тауншенда (сезон 2, эпизод 14);
- Ди Эл Хьюли (американский актёр, радиоведущий и стенд-ап комик) в роли Кевина Тёрка, брата Криса Тёрка (сезон 2, эпизод 14);
- Рик Шродер (американский актёр) в роли медбрата Пола Флауэрса, бойфренда Эллиот (сезон 2, эпизоды 15, 16, 18, 19);
- Эрик Богосян (американский актёр, драматург и сценарист) в роли доктора Гросса, психиатра Кокса (сезон 2, эпизод 15);
- Джей Лено (американский комедиант и телеведущий) в роли самого себя (сезон 2, эпизод 17);
- Райан Рейнольдс (канадско-американский актёр) в роли Спенса, друга Джей Ди и Тёрка (сезон 2, серия 22);
- Майкл Дж. Фокс (актёр, продюсер, режиссёр, сценарист известен как исполнитель главной роли в фильме «Назад в Будущее») в роли профессора терапевта — хирурга Кевина Кейси (сезон 3, эпизод 12)
- и др.

## Сезоны и эпизоды
| Сезон | Число эпизодов | Премьера сезона  | Показ последнего эпизода сезона | Рейтинг в США                       | Релиз DVD        | Релиз DVD        | Релиз DVD        | Релиз DVD |
| Сезон | Число эпизодов | Премьера сезона  | Показ последнего эпизода сезона | Рейтинг в США                       | Регион 1         | Регион 2         | Регион 4         |           |
| ----- | -------------- | ---------------- | ------------------------------- | ----------------------------------- | ---------------- | ---------------- | ---------------- | --------- |
| 1     | 24             | 2 октября 2001   | 21 мая 2002                     | 11,2 миллиона зрителей (40-е место) | 17 мая 2005      | 27 июня 2005     | 29 июня 2005     |           |
| 2     | 22             | 26 сентября 2002 | 17 апреля 2003                  | 15,9 миллионов (15-е место)         | 15 ноября 2005   | 12 сентября 2005 | 19 сентября 2005 |           |
| 3     | 22             | 2 октября 2003   | 4 мая 2004                      | 10,4 миллионов (43-е место)         | 9 мая 2006       | 13 февраля 2006  | 22 февраля 2006  |           |
| 4     | 25             | 31 августа 2004  | 10 мая 2005                     | 6,9 миллионов (88-е место)          | 10 октября 2006  | 18 сентября 2006 | 27 сентября 2006 |           |
| 5     | 24             | 3 января 2006    | 16 мая 2006                     | 6,4 миллионов (98-е место)          | 22 мая 2007      | 18 июня 2007     | 6 июня 2007      |           |
| 6     | 22             | 30 ноября, 2006  | 17 мая, 2007                    | 6,4 миллионов (87-е место)          | 30 октября 2007  | 14 января 2008   | 5 декабря 2007   |           |
| 7     | 11             | 25 октября 2007  | 8 мая 2008                      | 6,38 миллионов (115-е место)        | 11 ноября, 2008  | 19 января 2009   | 3 декабря 2008   |           |
| 8     | 19             | 6 января 2009    | 6 мая 2009                      | 4,59-4,81 миллионов (120—126 места) | 25 августа 2009  | 4 ноября 2009    | 1 декабря 2009   |           |
| 9     | 13             | 1 декабря 2009   | 17 марта 2010                   | 3,84 миллиона (116-е место)         | 28 сентября 2010 | 7 февраля 2011   | 1 декабря 2010   |           |

### Сюжетная линия
Первый сезон посвящён первому году работы выпускников медицинского университета Джона Дориана и Кристофера Тёрка интернами в клинике. Друзья знакомятся с другими героями — ещё одним интерном Эллиот, которая становится объектом ухаживаний Дориана; старшей медицинской сестрой Карлой, которая становится подругой Тёрка; главным врачом Бобом Келсо; опытным врачом Перри Коксом, которого Дориан считает своим наставником, а также с Уборщиком.
Второй сезон рассказывает о втором годе работы Джей Ди, Тёрка и Эллиот в клинике, теперь уже в качестве ординаторов. По ходу сезона к Дориану приезжает его брат, Дэн. Доктор Кокс возобновляет отношения со своей бывшей женой, Джордан.
Третий сезон посвящён третьему году ординатуры молодых врачей. Эллиот с подачи Уборщика кардинально меняет свой имидж, а её отношения с Джей Ди вновь рушатся. У Дориана начинается роман с Данни, сестрой Джордан. Тёрк и Карла помолвлены и готовятся к свадьбе. Доктор Кокс тяжело переживает смерть Бена, брата Джордан. Серьёзным отношениям Эллиот и Шона Келли препятствует полугодовая разлука. Шон приезжает, но Эллиот уходит к Джей Ди. Потом они расстаются и на свадьбе Карлы и Тёрка встречаются снова, но не продолжают отношения.
В четвёртом сезоне Джей Ди наконец заканчивает ординатуру и становится полноправным врачом. Карла и Тёрк, вернувшиеся из медового месяца, сталкиваются с проблемами во взаимоотношениях. Напившись, Карла и Джей Ди целуются. Кокс и Джордан узнают, что официально всё ещё женаты. Эллиот продолжает сердиться на Джей Ди, разбившего её сердце. Она завязывает отношения с братом Джей Ди, а сам Дориан знакомится с доктором Молли Клок. Сама же Молли становится наставницей Эллиот.
Начало пятого сезона застаёт Джей Ди в гостинице. Эллиот принимает предложение о работе в другой больнице. Карла и Тёрк пытаются завести ребёнка, однако Тёрк всё ещё сомневается в этом решении. В клинику прибывают новые интерны. Один из них, Кит Дудмайстер, сближается с Эллиот, что вызывает недовольство Дориана.
В шестом сезоне Джей Ди примеряется к роли отца, поскольку узнаёт, что его девушка, доктор Ким Бриггс, беременна. У Тёрка и Карлы рождается дочь, Иззи. Эллиот готовится к свадьбе с Китом, хотя всё ещё сомневается из-за своих чувств к Джей Ди. У доктора Кокса и Джордан рождается ещё один ребёнок, и в это же время умирает Лаверн.
В седьмом сезоне Джей Ди и Эллиот вновь пытаются разобраться в своих чувствах. Сам Дориан планирует жениться на Ким Бриггс, чтобы воспитывать их общего ребёнка. В город приезжает брат Джей Ди, Дэн. Боб Келсо приближается к 65 годам — предельному возрасту пребывания на должности главного врача.
В восьмом сезоне появляется новый главный врач, Тэйлор Мэддокс. Впрочем, вскоре это место занимает доктор Кокс. Доктор Келсо всё ещё часто появляется в клинике, они с Коксом становятся друзьями. В клинику вновь прибывает множество интернов. Эллиот и Джей Ди в очередной раз возобновляют свои отношения. Тёрк и Карла ждут ещё одного ребёнка. Уборщик и Девушка женятся. Тёрк занимает должность главного хирурга. Джей Ди готовится покинуть клинику для того, чтобы переехать ближе к своему сыну.
События девятого сезона разворачиваются спустя год после окончания восьмого сезона. Действие сериала переносится в Уинстонский медицинский университет, где преподают Перри Кокс, Кристофер Тёрк и Джей Ди, который вместе с Эллиот ждёт ребёнка. В университет приходят новые студенты, трое из которых — Люси Беннет, Дрю Саффин и Коул Аронсон — становятся главными героями сериала. Также одним из основных героев девятого сезона выступает Дениз Махоуни — одна из молодых преподавателей университета.

### DVD
Все сезоны сериала изданы на DVD (в регионах 1, 2 и 4). Диски, помимо эпизодов сериала, содержат не вошедшие в телевизионную версию сцены, а также комментарии авторов и актёров.

## «Клиника: Интерны»
«Клиника: Интерны» (англ. Scrubs: Interns, в другом переводе «Клиника: Стажёры») — веб-сериал, выпускавшийся параллельно с восьмым сезоном «Клиники» и выполненный в формате коротких видеозаметок (продолжительность серии — 3-4 минуты). Первые десять серий появлялись на сайте компании ABC одновременно с выходом новых эпизодов «большого сериала», ещё две впервые появились на DVD/Blu-Ray издании восьмого сезона «Клиники».
Действие сериала «Клиника: Интерны» происходит в клинике «Святое Сердце», его главные герои — молодые интерны, появившиеся в восьмом сезоне «Клиники»: Кейт Коллинз, Дэниз Махоуни, Хови, Соня «Санни» Дэй. Они ведут видеодневник, посвящённый их первому году работы. Кроме главных героев, в сериале участвуют персонажи «Клиники»: доктор Кокс, Джон Дориан, Кристофер Тёрк, Тодд, Тед Бакленд и Уборщик.
Музыкальная тема для сериала написана группой The Blanks.

### Актёры и герои сериала
- Сонал Шах — Санни Дей
- Элиза Коуп — Дениз Махоуни
- Бетси Бётлер — Кэти Коллинс
- Тодд Бослей — Хоуи Гельдер
- другие актёры сериала «Клиника»

## Производство сериала
Сериал производился на студии компании ABC (ABC Studios, до мая 2007 года носила название «Touchstone Television») для американской телекомпании NBC (до 2008 года). В 2008—2010 годах сериал транслировался телекомпанией ABC. По лицензии сериал также транслируется во многих странах мира, в том числе в России (телеканалы «Домашний» и «MTV-Россия»).

### 7 сезон и забастовка сценаристов
5 ноября 2007 года гильдия американских сценаристов объявила о забастовке. Билл Лоуренс, создатель и главный сценарист «Клиники», как член гильдии, также прекратил работу. К моменту начала забастовки были подготовлены сценарии только одиннадцати из восемнадцати запланированных эпизодов седьмого сезона сериала.
Поскольку Лоуренс отказался нарушать решения гильдии, компания ABC, занимающаяся производством сериала, пригласила сценаристов, не имеющих отношения к гильдии, для написания сценария для двенадцатого эпизода сериала, который в такой ситуации должен был стать финальным.
Билл Лоуренс заявил, что использует все возможности для решения проблемы и съёмки всех 18 запланированных серий. При этом он не исключил возможность выпуска полной версии седьмого сезона только на DVD в качестве одного из выходов из сложившейся ситуации.
9 января 2008 года актёр Зак Брафф написал в своём блоге, что если забастовка сценаристов продлится «немного дольше», то существует большая вероятность того, что планы Лоуренса вообще не будут реализованы. Это связано с тем, что контракты актёров могут истечь до того, как Лоуренс вернётся к работе.
11 февраля 2008 года было сообщено, что забастовка сценаристов подошла к концу. Билл Лоуренс заявил, что финальные серии «Клиники» будут досняты, хотя он до конца не уверен, как и когда. 13 февраля канал NBC анонсировали продолжение показа сериала с 10 апреля 2008-го.
8 мая был показан последний, 11-й эпизод седьмого сезона — «Моя Принцесса» (англ. My Princess, первоначально планировался к показу как девятый).

### 8 сезон
28 февраля издание The Hollywood Reporter сообщило, что руководство компании ABC и ABC Studios вело переговоры о возможности съёмки восьмого сезона «Клиники» (несмотря на заявления Лоуренса и Браффа о том, что седьмой сезон сериала станет последним). Позже стало известно, что корпорация NBC угрожала ABC судебным иском.
После этих событий последовало заявление Джона МакГинли (исполнитель роли доктора Кокса) о том, что 24 марта 2008 года должны начаться съёмки следующего сезона сериала, а также о том, что 2008—2009 телевизионный сезон сериала будет транслироваться телеканалом ABC. 12 мая Брафф разместил на сайте MySpace сообщение о том, что последний, восьмой, сезон будет транслироваться каналом ABC.
Билл Лоуренс в видеоблоге сообщил, что восьмой сезон будет выдержан в духе первых сезонов сериала. 10 июля стало известно, что актрисой, которая исполнит роль нового главного врача, станет Кортни Кокс.
Показ восьмого сезона сериала начался в США 6 января 2009 года. Последний эпизод этого сезона — «Мой финал» (англ. My Finale, продолжительность серии — 1 час) — был показан каналом ABC 6 мая.

### 9 сезон

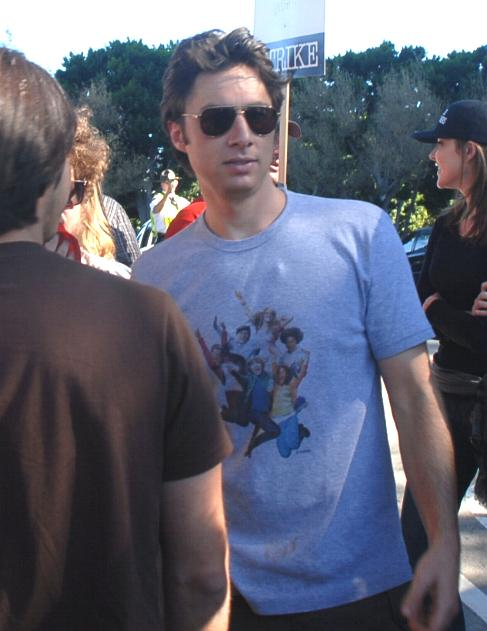
Зак Брафф заявил, что покинет сериал после восьмого сезона.

В июле 2008 года Зак Брафф заявил, что покинет шоу после окончания восьмого сезона. Аналогичное заявление сделала Джуди Рейес (исполнительница роли Карлы Эспиносы). По её словам, корпорация ABC не сможет обеспечить достойные гонорары актёрам. В то же время канал ABC и Билл Лоуренс предположили, что следующий сезон сериала может быть снят с участием новых актёров.
29 января 2009 года Билл Лоуренс заявил, что восьмой сезон сериала станет последним. По его словам, даже если сериал получит продолжение после ухода Зака Браффа, это будет уже совершенно другое шоу (возможно, с другим названием).
28 апреля было объявлено, что компания ABC ведёт переговоры о съёмках девятого сезона сериала. Билл Лоуренс прокомментировал это сообщение, заявив, что сериал «Клиника» в нынешнем своём виде завершён. Сериал будет двигаться вперёд. Вполне возможно, что будут привлечены новые актёры и изменено название.
14 марта был анонсирован девятый сезон сериала. Фэйсон, Макгинли отыграют в сериале как минимум весь девятый сезон. Рейес не появится.
19 июня было заявлено, что действие девятого сезона перенесётся из больницы в медицинский университет, преподавателями которого станут доктор Кокс и Кристофер Тёрк. Действие, однако, будет периодически переноситься обратно в клинику «Святое сердце».
Премьера 9 сезона сериала состоялась 1 декабря 2009 года на канале АВС. В заставке 9 сезона название сериала указано как «Клиника: Медицинская школа» (англ. Scrubs: Med School). 17 марта 2010 года была показана финальная серия сезона.

### Дальнейшая судьба сериала
После окончания трансляции 9 сезона «Клиники» на странице Браффа в Facebook появилась информация о том, что десятый сезон сериала сниматься не будет. 13 мая эта информация была официально подтверждена компанией ABC.

### Название сериала
Английское слово «Scrubs» имеет несколько значений, среди которых «костюм хирурга перед операцией», «медицинская униформа» и «ничтожные люди».
По словам создателя сериала Билла Лоуренса, название «Scrubs» было выбрано не только потому, что означает один из предметов одежды врача, но и потому, что главные герои — «новички», которых в медицине называют именно «Scrubs».
Название сериала также упоминается в его первой серии, когда Боб Келсо говорит Джону Дориану «Доктор Дориан, вы же понимаете, что вы для меня не более чем Пустое место в форме? Ради бога, единственная причина, по которой я ношу с собой этот планшет — это возможность делать вид, что я помню ваши имена» (англ. Dr. Dorian, Do you not realize that you're nothing more than a large pair of scrubs to me? For God's sake, the only reason I carry this chart around is so I can pretend to remember your damn names).
Название девятого сезона сериала указывалось в заставке как «Клиника: Медицинская школа» (англ. Scrubs: Med School).

### Особенности съёмки и операторской работы
В отличие от большинства ситуационных комедий, «Клиника» снималась (за отдельными исключениями) при помощи одной камеры и в отсутствие зрителей.
Оператор Джон Инвуд снял большинство эпизодов сериала своей собственной плёночной кинокамерой Aaton XTR prod Super16. Исключением стала последняя серия пятого сезона, снятая в высоком разрешении. Все серии 1—7 сезонов сериала сняты в формате 4:3.
После перехода на канал ABC (8 и 9 сезоны) все серии «Клиники» снимались в высоком разрешении (HDTV).

### Место действия
Основным местом съёмок 1—8 сезонов сериала являлся реально существующий, но ныне не действующий медицинский центр North Hollywood Medical Center в Северном Голливуде (Лос-Анджелес, штат Калифорния, США). В нём снимались не только «больничные», но и большинство других сцен (бар, квартира Дориана и т. д.). В данный момент здание полностью снесено, а на территории центра идёт строительство.
Создатели сериала назвали вымышленный город, в котором происходит действие, Сан-ДиФранджелес (англ. San DiFrangeles, образован от названий Сан-Франциско, Сан-Диего и Лос-Анджелес). Сама больница получила название «Святое сердце» (англ. Sacred Heart). В русском переводе название лечебного учреждения упоминается лишь в одной серии. В основном используется слово «клиника».
В девятом сезоне сериала действие переносится в Уинстонский медицинский университет. Место съёмки также изменилось: 9 сезон снимался в студии «Culver Studios» (Калвер-сити, штат Калифорния, США).

### Авторы сериала
Создателем сериала, основным сценаристом и исполнительным продюсером сериала является Билл Лоуренс, который написал сценарии большого числа эпизодов и выступил режиссёром 17 серий.
Большой вклад в создание сериала внесли также Нил Голдмэн и Гаретт Донован, которые совместно написали сценарии и срежиссировали несколько эпизодов сериала, а впоследствии стали его исполнительными продюсерами. Они покинули шоу после восьмого сезона в 2009 году.
Также в создании сериала приняли участие:
- Билл Каллахан — соисполнительный продюсер (с 2007 года) и автор сценария 8 серий.
- Анжела Ниссел, которая пришла в команду сериала во время съёмок второго сезона как сценарист, а впоследствии стала контролирующим продюсером. Автор сценария 10 эпизодов.
- Майк Швартц — соисполнительный продюсер, пришедший в команду сериала в 2006 году как редактор. Автор сценария 13 эпизодов, а также исполнитель эпизодической роли курьера Ллойда.
- Михаэль Спиллер — режиссёр 17 серий (2002—2009).
- Адам Бёрстейн — режиссёр 11 серий (в том числе пилотного эпизода, 2001—2006).
- Зак Брафф — исполнитель главной роли, также выступил как режиссёр 7 эпизодов (в том числе серии «Моя дорога домой», получившей награду «Пибоди Джорджа Фостера»).

В 2009—2010 году (9 сезон сериала) исполнительным продюсером сериала выступил Джош Байсэл, наиболее известный как один из сценаристов и продюсеров мультипликационного сериала «Американский папаша!».

### Медицинские консультанты
Поскольку сериал во многом посвящён работе главных героев и всё основное действие происходит в больнице, для работы над сериалом были привлечены несколько врачей-консультантов. Среди них доктора Джонотан Дорис, Джон Тёрк и Долли Клок, имена которых легли в основу имён персонажей (Джон Дориан, Кристофер Тёрк и Молли Клок соответственно).

## Саундтрек
Сериал наполнен музыкой самых разных направлений. Среди них популярная и классическая музыка, рок, инди, рэп, фанк, соул, джаз и блюз. Несколько песен были исполнены самими героями сериала, а также «Группой Теда» (англ. Ted's Band), в репертуаре которой джинглы, песни из рекламы и фильмов.
Шестая серия шестого сезона «Мой мюзикл» (англ. My Musical) представляет собой мюзикл, состоящий целиком из произведений, написанных специально для сериала.
Финальную композицию для сериала написал композитор Ян Стивенс. Он же является автором всех остальных музыкальных тем, созданных специально для сериала. Также большой вклад в саундтрек сериала внесли Керен ДеБерг (её произведения звучат в 15 эпизодах), Колин Хэй (7 эпизодов) и Джошуа Рэдин (6 эпизодов).
Среди музыкантов и композиторов, чьи произведения использовались при производстве сериала, присутствуют Брайан Адамс, Людвиг ван Бетховен, Джеймс Браун, Дэвид Грей, Dido, Элтон Джон, Аврил Лавин, Николай Римский-Корсаков, Пётр Чайковский, Нина Саймон, Audioslave, Beach Boys, Cary Brothers, Coldplay, DevilDriver, Erasure, Jet, Keane, New Radicals, The Offspring, Poison, The Beatles, Queen, Red Hot Chili Peppers, The Cars, The Coral, The Doves, U2, Boston и др.
Официально было издано два сборника-саундтрека: первый был выпущен 24 сентября 2002 года в виде компакт-диска, а второй — в середине 2006-го эксклюзивно для iTunes.

### Заглавная тема сериала
Заглавной темой сериала является композиция «I’m no Superman» (рус.: «Я не сверхчеловек»), исполненная группой Lazlo Bane и первоначально изданная в альбоме «All the Time In the World». Для использования в сериале мелодия песни была ускорена по сравнению с оригинальной версией в альбоме.
В 9 сезоне сериала используется обновлённая и изменённая версия композиции «I’m no Superman» в исполнении WAZ.

### «Группа Теда»
«Группа Теда» (англ. Ted's Band, также известны как «The Worthless Peons» и «The Blanks») — музыкальная группа, состоящая из сотрудников разных департаментов клиники, исполняющая различные композиции акапелла. В их репертуаре кавер-версии на произведения различной тематики (песни из фильмов и мультфильмов, рекламные джинглы и т. п.).
The Blanks существуют на самом деле. В 2004 году они выпустили студийный альбом «Riding the Wave», состоящий как из кавер-версий, так и из собственных композиций. Участниками коллектива являются Сэм Ллойд (исполнивший в сериале роль Теда), Джордж Мисерлис, Паул Перри и Филип МакНивен.

## Награды
- Сериал получил награду «Эмми» за подбор актёров, режиссёрскую работу и сценарий среди комедийных сериалов. Во время трансляции четвёртого сезона «Клиника» также получила награду в номинациях «лучший комедийный сериал», «лучший актёр первого плана комедийного сериала» (Зак Брафф) и «лучшая режиссура с несколькими камерами среди сериалов».
- В 2007 году серия «Мой мюзикл» (англ. My musical) была номинирована на «Эмми» сразу в четырёх номинациях.
- В 2002 году «Клиника» получила награду «Humanitas Prize» среди 30-минутных фильмов (за эпизод «Моя пожилая леди» (англ. My Old Lady)).
- Актёр Зак Брафф был номинирован на «Золотой глобус» как «лучший актёр телевизионного сериала, комедии или мюзикла» в 2005, 2006 и 2007 годах, однако все три раза так и не получил награды.
- «Клиника» получила награду «Пибоди Джорджа Фостера» за 5-й сезон показа. В пресс-релизе отдельно отмечен эпизод «Моя дорога домой» (англ. My Way Home).